# 悲慘王國
《悲慘王國》（英語：Tragic Kingdom）為美國搖滾樂隊不要懷疑的第三張錄音室專輯，於1995年10月10日由創傷唱片跟新視鏡唱片發行。這也是於1994年離開樂隊的原鍵盤手埃里克·斯特法尼最後一張參與的樂隊作品。專輯由馬修·懷爾德擔任製作人，並在大洛杉矶地区的11間錄音室於1993年3月至1995年10月進行錄製。專輯於1995年至1998年期間發行了七支單曲，當中包括打進美國《告示牌》百強單曲榜跟英國單曲排行榜的〈Just a Girl〉，以及登上美國《告示牌》百強電台歌曲榜冠軍跟其他多國排行榜前5位的〈Don't Speak〉。
專輯於發行前後獲得樂評家整體正面的評價。在「第39屆葛萊美獎」上，樂隊獲得了「最佳新人」跟「最佳搖滾專輯」兩項提名。專輯在全球範圍售出超過1,600萬張，並獲美國唱片業協會以及加拿大的唱片業協會認證為鑽石唱片。專輯亦在英國認證為白金唱片，以及在澳洲認證為四白金唱片。《悲慘王國》的成功使斯卡曲風在1990年代復興起來，讓更多唱片公司發掘演唱斯卡曲風的樂隊，並幫助他們進入主流視線。專輯其後獲《滾石》列入滾石雜誌五百大專輯的441位。
不要懷疑亦舉行了專輯的同名世界巡迴演唱會以宣傳作品。演唱會由X計劃負責設計，並於全球巡迴演出總共兩年半的時間。樂隊於1997年上半年在本田中心的演出被拍攝成影像作品，取名《悲慘王國現場全記錄》並以VHS跟DVD形式發行。

## 發行背景
不要懷疑跟新視鏡唱片簽署唱片合約後，便在1992年發行他們的同名專輯出道。專輯的主要風格與當時美國盛行的油漬搖滾曲風大相徑庭。專輯一共售出30,000張，根據位於洛杉磯的KROQ電台（樂隊其中一間爭取播放歌曲的電台）節目總監所稱：「這隊樂隊要得到電台播放，恐怕要借助上帝的力量才行」。樂隊於1993年開始製作他們的第二張錄音室專輯，但被新視鏡唱片拒絕當中大部分素材，並讓唱片製作人馬修·懷爾德參與樂隊的專輯製作。樂隊鍵盤手埃里克·斯特法尼不想把專輯的創意控制讓給樂隊以外的人負責，開始停止錄製與樂隊綵排。他亦鼓勵其他樂隊成員創作歌曲，但有時也會因為成員遵循他的說法去做而感到自己位置受威脅。埃里克開始變得更加沮喪，並在1994年9月開始缺席樂隊綵排，在此之前樂隊經常在他的家中進行綵排。他其後離開了樂隊並在動畫「辛普森一家」中展開他作為動畫師的職業生涯。貝斯手托尼·卡納爾其後亦與關·史蒂芬妮結束了長達七年的戀愛關係。
樂隊選擇獨立製作他們的第二張專輯，其後在自家錄音室中錄製出成品《95年珍藏作品精選輯》。不要懷疑以他們的自主廠牌燈塔街唱片發行專輯的兩支單曲〈Squeal〉跟〈Doghouse〉。儘管專輯僅在限定場所發行，但年內銷量達到100,000張。這引起了新視鏡唱片的注意，並向他們保證將會為新專輯投入資金製作。

## 製作

專輯的名稱《悲慘王國》取自迪士尼樂園別名「神奇王國」的諧音。

《悲慘王國》在洛杉磯11所錄音室進行錄音，在1993年3月至1995年10月期間錄製。在其中一次錄音工作期間，樂隊認識了曾與布希樂隊工作的混音師保羅·帕爾默，帕爾默表示有興趣參與樂隊新專輯的工作。在與戴維·J·霍爾曼完成〈Just a Girl〉的混音後，帕爾默便跟霍爾曼一起為專輯的其他歌曲進行混音。他亦希望專輯能夠在他的廠牌創傷唱片發行，而唱片本身跟新視鏡已有合作關係，其後順利跟樂隊簽署了發行合約。
專輯名稱來自杜蒙的七年級老師對位於安那翰的迪士尼樂園所取的暱稱，而安那翰正是樂隊成員長大的地方。專輯的照片跟肖像均由攝影師兼美術家丹尼爾·阿森諾負責拍攝。在專輯封面中，關站於照片的前排，而其他樂隊成員則站在背景的橙色樹叢上。關極力要求讓埃里克於封面中現身，認為他即使離開樂隊仍然為專輯作出很多貢獻。埃里克出現在封面照片的後部，並未有望向鏡頭。專輯的封面與內頁照片皆在他們的故鄉奧蘭治縣（即阿納海姆和橙市）的城市街道和橙色樹林中拍攝。關在封面身穿的紅色裙子其後借給硬石餐廳，並在富樂頓博物館舉行的展覽「The Orange Groove: Orange County's Rock n' Roll History」中作展示。裙子的估值達到5,000元美金，於2005年1月在展出期間被盜去。

## 音樂與歌詞
《悲慘王國》包含多種音樂風格的元素。其中第三波斯卡浪潮與斯卡龐克（斯卡與龐克搖滾的融合曲風）為專輯的主要風格。專輯亦同時包括新浪潮、流行、后油渍摇滚元素，以及受雷鬼音樂、斯卡、佛朗明哥、特哈諾等曲風影響的舞蹈節拍。除了樂隊的伴奏外，專輯還在多首歌曲的伴奏中加入號樂器。
專輯的多首歌曲皆由主唱關·史蒂芬妮負責填詞，主題皆圍繞著她的人生歷程。此前在《不要懷疑》跟《95年珍藏作品精選輯》中皆主要由埃里克·斯特法尼負責填詞，但他在《悲慘王國》製作途中正式脫離樂隊。因此專輯的音樂風格與樂隊以往的有所不同。結他手湯姆·杜蒙在官方網站上的後台訪問中解釋了他們音樂的轉變：
|  | 嗯，我們的音樂出現轉變其實是有原因的，而這並不是因為我們變得商業化。這很簡單，我們的鍵盤手埃里克曾經寫下我們的大多數歌曲。他是我們樂隊多年以來的創意代表。而在我們首張專輯發佈後的某個時間點，他開始有著個人的想法，像他不喜歡進行演唱會，他不喜歡像這樣的所有事情。他只喜歡坐下來寫歌。這就是他。他就是代表藝術的一面，完全的創意先生。 我們有著更簡單的風格。我認為我們並不是像他一樣的天才。而這張專輯就是我們的初體驗。這是關第一次真正憑自己寫下所有歌詞，因此對我來說，這是商業化的完全相反，我們造出了更加私人化的事物。在過往，埃里克寫下關於他人生的歌曲，並由關負責演唱。而現在則由關唱出以自己經歷創作的歌曲。這顯得更加自然。她是個歌手，她應該唱出自我，或者唱出自己想唱的。我認為這就是我們音樂風格改變的主要原因。 |

## 發行單曲
《悲慘王國》的首支單曲為〈Just a Girl〉，歌曲詳細描述了關·史蒂芬妮對女性刻板印象的憤怒，來自她父親對於她從男友家駕車回家遲到的擔憂。歌曲最高登上《告示牌》百強單曲榜第23位，以及現代搖滾歌曲榜第10位。歌曲亦成功打進英國單曲排行榜，原本最高登上第38位，其後經重新發行後最高登上第3位。專輯的第二支單曲為〈Spiderwebs〉，歌詞內容為一個對追求者沒興趣的女生一直逃避對方持續的來電。歌曲最高登上《告示牌》現代搖滾歌曲榜第5位、主流四十強單曲榜第11位 ，以及英國單曲排行榜第16位。
專輯的第三支單曲〈Don't Speak〉是一首閘述史蒂芬妮與卡納爾戀愛關係的抒情曲。歌曲最高登上《告示牌》百強電台歌曲榜冠軍位置，並連續蟬聯長達16週，成為當時的最長冠軍紀錄，但其後被咕咕玩偶以〈Iris〉的18週冠軍所打破。歌曲未能打進《告示牌》百強單曲榜，原因為單曲未有在當地作商業發行，使它不符合當時進榜的規則。歌曲亦最高登上現代搖滾歌曲榜第2位、當代成人單曲榜第6位、成人四十強單曲榜冠軍，以及節奏四十強單曲榜第9位。歌曲亦取得國際商業成功，包括登上澳洲、比利時、荷蘭、紐西蘭、挪威、瑞典、瑞士跟英國單曲榜冠軍，以及奧地利與德國單曲榜第2位，跟芬蘭與法國單曲榜第4位。
〈Excuse Me Mr.〉跟〈Sunday Morning〉分別為專輯的第四支與第五支單曲發行。其中〈Excuse Me Mr.〉最高登上《告示牌》現代搖滾歌曲榜第17位，跟紐西蘭單曲榜第11位。〈Sunday Morning〉最高登上《告示牌》主流四十強單曲榜35位、澳洲單曲榜21位、紐西蘭單曲榜第42位，以及瑞典單曲榜第55位。歌曲原本講述卡納爾與當時的女友史蒂芬妮在他父母位於约巴林达的房子中爭吵。但史蒂芬妮把歌詞更改為講述她與卡納爾的分手。〈Happy Now?〉於1997年9月23日作為專輯的第六支單曲發行，但未能打進任何一國的單曲排行榜。〈Hey You!〉作為專輯的第七支兼最後的單曲發行，最高登上荷蘭百強單曲榜第51位。雖然單曲僅在荷蘭發行，但仍然拍攝了由索菲·馬勒拍攝的音樂錄影帶以宣傳。

## 發行與宣傳
《悲慘王國》於1995年10月10日由創傷唱片跟新視鏡唱片發行。為了宣傳專輯，創傷唱片舉行了一場街頭宣傳活動，以高中學生跟滑板社群作為目標宣傳對象。不要懷疑在由多間滑板公司贊助的「Warped巡迴」演唱會上演出，並在多場滑板活動節上演出。然而專輯一直僅在《告示牌》二百強專輯榜低位徘徊，直至1996年2月才首次打進前百名在89位。帕爾默認為名次的上升是由於史蒂芬妮在1996年1月參與的第一頻道新聞節目，該節目在12,000間學校課室播放，而樂隊其後在弗雷斯诺的百視達店鋪演出也是推動專輯銷量上升的原因之一。
1996年5月，樂隊跟HMV、音樂多多頻道以及环球音乐集团舉行一場店內全球宣傳活動。樂隊在安大略省多伦多的音樂多多頻道播音室裡演出跟接受提問。該環節在HMV店鋪以及網上節目中進行全球現場直播，並開放觀看的歌迷向樂隊發問，並交由音樂多多頻道的影像骑师轉達問題。《悲慘王國》在活動結束一週後賣出翻倍的銷量。該活動的贊助商向吉尼斯世界纪录游說，以設立店內最大型的實際宣傳活動類別紀錄，希望為該場活動取得認證。
不要懷疑在專輯發行後舉行了「悲慘王國世界巡迴演唱會」以作宣傳。演唱會由盧克·拉福爾敦跟邁克爾·基林旗下的X計劃負責舞台設計。樂隊建議把舞台設計成森林中的空地。而X計劃則創作出三棵以人為原型的大樹，並有著發光的橘子。演出還包括不同材質的五彩碎紙，以造成下雨的效果。燈光設計只有四場綵排時間進行，因此把演出編排得更具靈活性，以符合拉福爾敦所說的「非常動感的表演」。樂隊原本計劃演唱會巡迴演出兩個月，但最終增場至兩年半之長。
樂隊於1997年上半年在本田中心的演出被拍攝成影像作品，取名為《悲慘王國現場全記錄》，於1997年11月11日以VHS形式發行。作品其後在2003年11月25日以DVD形式發行，作為盒裝作品《Boom Box》的一部分，當中並包括《絕不懷疑-十年精選》、《另類精選》跟《超靚十年音樂錄影帶全紀錄》，演出其後亦在2006年6月13日以單獨DVD發行，當中包括附贈歌曲、照片集以及〈Don't Speak〉的改編版本。

## 專業評價
| 評論得分         | 評論得分 |
| 來源             | 評分     |
| ---------------- | -------- |
| 《AllMusic》     | [ 13 ]   |
| 《流行音樂百科》 | [ 39 ]   |
| 《娱乐周刊》     | C+       |
| 《洛杉磯時報》   | [ 40 ]   |
| 《搖滾音樂獵犬》 | 3/5      |
| 《Pitchfork》    | 7.8/10   |
| 《滾石唱片指南》 | [ 43 ]   |
| 《村聲》         | C+       |

專輯於發行前後獲得樂評家整體正面的評價。《滾石》的大衛·弗里克給予專輯極高評價，以「有著優秀節拍的耳朵糖果，而不只是反覆彈奏的結他聲音」形容《悲慘王國》，並以「由斯卡跟金髮美女流行驅動的輕捷白色雪佛蘭」形容歌曲。然而弗里克給予〈Don't Speak〉劣評，認為它是由關·史蒂芬妮帶來有著「高音震動」的「惱人剩飯菜」。《娱乐周刊》的大衛·布朗把專輯的銷量歸功於關·史蒂芬妮的「金髮長腿名片」，並以「性仍讓人賣帳」總結。然而布朗以「大量新浪潮派對跳動跟嗆辣紅椒風格的白人男孩龐克，以及一些雷鬼、尖長的華麗金屬結他、迪斯科跟斯卡樂隊號樂」形容專輯的音樂。布朗亦特別點評專輯某些歌曲，形容〈Just a Girl〉為「帶有一絲斯卡風格活潑年輕女孩」、〈Don't Speak〉為「老派的力量抒情曲」、〈Sixteen〉為「被誤解的青少年女孩的團結之歌」、〈Spiderwebs〉與〈End It on This〉為「（史蒂芬妮）承認對失敗者的沉迷，並希望從中解脫」。
《洛杉磯時報》的邁克·保漢稱專輯比起「（不要懷疑）前兩張專輯分散而雜亂無章的詞曲創作」進步不少，並認為「樂隊積極明亮、犀利而充滿活力」。《村聲》的編輯查克·艾迪給予專輯正面評價，認為即使專輯有點自以為是，但不要懷疑還是成功復興了新浪潮風格。《AllMusic》的編輯稱專輯為「純粹有趣」，並形容專輯的音樂為「介乎90年代龐克、第三波斯卡浪潮，以及流行鑒賞之間」，以及「新浪潮旋律、后油渍摇滚、以及西海岸陽光」的混合，並特別指出〈Spiderwebs〉、〈Just a Girl〉跟〈Don't Speak〉「正面地征服大氣電波」。雅虎音樂的評論家稱專輯為擁有「一首又一首熱門歌曲」的「現象級」作品，並形容〈Spiderwebs〉為「極好的開場曲」。
在1997年「第39屆葛萊美獎」上，樂隊獲得了「最佳新人」跟「最佳搖滾專輯」兩項提名。2000年，專輯被列入科林·拉金歷史千強專輯的436位。2003年，專輯獲列入《滾石》的滾石雜誌五百大專輯列表的第441位。

## 商業成績
《悲慘王國》於1996年1月以第175位的排名首次打進《告示牌》二百強專輯榜，其後在1996年12月以229,000張的單週銷量成功登上榜單冠軍位置，並在榜單獲得九週非連續的冠軍。專輯成為1997年《告示牌》二百強專輯榜的年榜亞軍專輯，僅次於辣妹合唱團的《火辣辣》。1999年2月5日，專輯獲美國唱片業協會認證為鑽石唱片。截至2012年7月，專輯經尼爾森銷量統計系統統計的美國銷量達8,167,000張，並經贝塔斯曼音乐俱樂部等俱樂部途徑售出超過132萬張。
專輯亦於1996年12月登上加拿大专辑榜冠軍位置，其後在1997年8月獲加拿大音乐协会認證為鑽石唱片。在歐洲地區，專輯成功登上比利時、芬蘭跟挪威專輯榜冠軍，並打進奧地利、德國、荷蘭、瑞典、瑞士跟英國專輯榜前5位，以及法國專輯榜前20位。截至2004年4月，專輯已在全球範圍售出超過1,600萬張。
《悲慘王國》的商業成功使更多唱片公司與斯卡樂隊簽約，亦讓更多獨立廠牌發行斯卡專輯與合輯。拯救菲利斯的結他手兼主唱布萊恩·馬什本指不要懷疑幫助像他自己所在的樂隊進入主流的視線。

## 歌曲列表
| 曲序 | 曲目             | 词曲                                            | 时长 |
| ---- | ---------------- | ----------------------------------------------- | ---- |
| 1.   | Spiderwebs       | 關·史蒂芬妮 托尼·卡納爾 （ 英语 ： Tony Kanal）           | 4:28 |
| 2.   | Excuse Me Mr.    | G·史蒂芬妮 湯姆·杜蒙 （ 英语 ： Tom Dumont）              | 3:04 |
| 3.   | Just a Girl      | G·史蒂芬妮 杜蒙                                 | 3:28 |
| 4.   | Happy Now?       | G·史蒂芬妮 杜蒙 卡納爾                          | 3:43 |
| 5.   | Different People | 埃里克·斯特法尼 （ 英语 ： Eric Stefani） G·史蒂芬妮 卡納爾 | 4:34 |
| 6.   | Hey You!         | G·史蒂芬妮 卡納爾                               | 3:34 |
| 7.   | The Climb        | E·斯特法尼                                      | 6:37 |
| 8.   | Sixteen          | G·史蒂芬妮 卡納爾                               | 3:21 |
| 9.   | Sunday Morning   | 卡納爾 G·史蒂芬妮 E·斯特法尼                    | 4:33 |
| 10.  | Don't Speak      | E·斯特法尼 G·史蒂芬妮                           | 4:23 |
| 11.  | You Can Do It    | G·史蒂芬妮 E·斯特法尼 杜蒙 卡納爾               | 4:13 |
| 12.  | World Go 'Round  | 卡納爾 G·史蒂芬妮                               | 4:09 |
| 13.  | End It on This   | G·史蒂芬妮 杜蒙 卡納爾 E·斯特法尼               | 3:45 |
| 14.  | Tragic Kingdom   | E·斯特法尼                                      | 5:31 |

## 製作名單
資料來自《悲慘王國》專輯內頁。
不要懷疑
- 關·史蒂芬妮 – 聲樂
- 湯姆·杜蒙（英语：Tom Dumont） – 結他
- 托尼·卡納爾（英语：Tony Kanal） – 電貝斯
- 阿德里安·楊（英语：Adrian Young） – 鼓樂、敲擊樂
- 埃里克·斯特法尼（英语：Eric Stefani） – 鋼琴、鍵盤

附加音樂家
- 菲爾·喬丹 – 小號
- 加布里亞爾·麥克納爾（英语：Gabrial McNair） – 長號、附加敲擊樂
- 杰拉德·博斯 – 色士風 （曲目5、7、14）
- 斯蒂芬·柏金斯（英语：Stephen Perkins） – 鋼鼓（英语：steelpan） （曲目1）
- 亞洛克·達古普塔 – 錫塔琴 （曲目6）
- 梅麗莎·哈辛（英语：Melissa Hasin） – 大提琴 （曲目8、10）
- 比爾·褒曼 – 色士風 （曲目11、12）
- 萊斯·洛維特 – 小號 （曲目11、12）
- 格雷格·史密斯 – 上低音色士風（英语：baritone saxophone） （曲目11、12）
- 尼克·連恩 – 長號 （曲目11、12）
- 馬修·懷爾德（英语：Matthew Wilder） – 附加鍵盤 （曲目3、6）
- 阿爾比·加盧滕（英语：Albhy Galuten） – 帕拉丁指導 （曲目5）

技術人員
- 馬修·懷爾德 – 製作
- 菲爾·卡夫爾 – 錄製 （曲目3－10，14）
- 喬治·蘭德雷斯 – 錄製 （曲目3、6、7）
- 麥特·海德（英语：Matt Hyde） – 錄製 （曲目1、2、13）
- 約翰·「托克斯」·波托克 – 錄製 （曲目11－13)
- 瑞伊·布萊爾 – 錄製 （曲目5）
- 戴維·J·霍爾曼 – 混音 （於仙人掌錄音室，荷里活）
- 保羅·帕爾默 – 混音 （於仙人掌錄音室，荷里活）
- 羅伯特·沃吉恩 – 母帶 （於CMS數碼工作室，帕薩迪納）

美術設計
- 莫爾比多／比扎里奧 – 創意指導、設計、數碼圖片
- 丹尼爾·阿森諾 – 攝影
- 雪莉·羅伯遜 – 攝影
- 帕特里克·米勒 – 攝影

## 榜單成績
| 榜單（1995年－97年）                      | 最高 位置 |
| ----------------------------------------- | --------- |
| 澳大利亞（ARIA專輯榜）                    | 3         |
| 奧地利（奧地利Ö3專輯榜）                  | 2         |
| 比利時法蘭德斯（Ultratop專輯榜）          | 1         |
| 比利時瓦隆（Ultratop專輯榜）              | 1         |
| 加拿大（《告示牌》Canadian Albums Chart） | 1         |
| 捷克專輯榜（ČNS IFPI）                    | 5         |
| 丹麥專輯榜（Hitlisten）                   | 1         |
| 荷蘭（MegaCharts專輯榜）                  | 2         |
| 歐洲百強專輯榜（Music & Media）           | 2         |
| 芬蘭（Suomen virallinen lista專輯榜）     | 1         |
| 法國（SNEP專輯榜）                        | 14        |
| 德國（Offizielle Top 100專輯榜）          | 2         |
| 希臘專輯榜（IFPI）                        | 2         |
| 匈牙利（MAHASZ專輯榜）                    | 6         |
| 冰島專輯榜（Tónlist）                     | 1         |
| 愛爾蘭專輯榜（IRMA）                      | 1         |
| 意大利專輯榜（FIMI）                      | 13        |
| 日本專輯榜（Oricon）                      | 71        |
| 紐西蘭（RMNZ專輯榜）                      | 1         |
| 挪威（VG-lista專輯榜）                    | 1         |
| 葡萄牙專輯榜（AFP）                       | 3         |
| 蘇格蘭（OCC專輯榜）                       | 4         |
| 西班牙專輯榜（AFYVE）                     | 5         |
| 瑞典（Sverigetopplistan專輯榜）           | 3         |
| 瑞士（Schweizer Hitparade專輯榜）         | 3         |
| 英國（OCC專輯榜）                         | 3         |
| 英國搖滾與金屬專輯榜（OCC）               | 1         |
| 美国（《告示牌》200）                     | 1         |

| 榜單（1996年）             | 位置 |
| -------------------------- | ---- |
| 加拿大CD專輯銷售榜（RPM）  | 16   |
| 美國《告示牌》二百強專輯榜 | 19   |

| 榜單（1997年）                    | 位置 |
| --------------------------------- | ---- |
| 澳大利亞專輯榜（ARIA）            | 6    |
| 奧地利專輯榜（奧地利Ö3）          | 12   |
| 比利時專輯榜（Ultratop法蘭德斯）  | 24   |
| 比利時專輯榜（Ultratop瓦隆）      | 21   |
| 丹麥專輯榜（Hitlisten）           | 4    |
| 荷蘭專輯榜（MegaCharts）          | 6    |
| 歐洲百強專輯榜（Music & Media）   | 3    |
| 法國專輯榜（SNEP）                | 42   |
| 德國專輯榜（Offizielle Top 100）  | 5    |
| 紐西蘭專輯榜（RMNZ）              | 13   |
| 瑞典專輯榜（Sverigetopplistan）   | 23   |
| 瑞士專輯榜（Schweizer Hitparade） | 11   |
| 英國專輯榜（OCC）                 | 26   |
| 美國《告示牌》二百強專輯榜        | 2    |

| 榜單（1990－99年）         | 位置 |
| -------------------------- | ---- |
| 美國《告示牌》二百強專輯榜 | 22   |

| 榜單                               | 位置 |
| ---------------------------------- | ---- |
| 美國《告示牌》二百強專輯榜         | 67   |
| 美國《告示牌》二百強專輯榜（女性） | 21   |

## 認證
| 地區                                  | 认证    | 认证单位/销量 |
| ------------------------------------- | ------- | ------------- |
| 阿根廷（阿根廷音像製品協會）          | 金      | 30,000^       |
| 澳大利亚（澳大利亚唱片业协会）        | 4× 白金 | 280,000^      |
| 奥地利（國際唱片業協會奧地利分會）    | 金      | 25,000*       |
| 比利时（比利時唱片音樂協會）          | 白金    | 50,000*       |
| 巴西（巴西唱片業協會）                | 金      | 100,000*      |
| 加拿大（加拿大音乐协会）              | 钻石    | 1,000,000^    |
| 芬兰（國際唱片業協會芬蘭分會）        | 白金    | 55,785        |
| 法国（法國唱片出版業公會）            | 2× 金   | 200,000*      |
| 德国（聯邦音樂產業協會）              | 金      | 360,000       |
| 以色列                                | 金      | 20,000        |
| 意大利（意大利音乐产业联盟）          | 白金    | 100,000*      |
| 日本（日本唱片協會）                  | 金      | 0^            |
| 荷兰（荷蘭音像製品製作與進口協會）    | 白金    | 100,000^      |
| 新西兰（新西兰唱片音乐协会）          | 5× 白金 | 75,000^       |
| 挪威（國際唱片業協會挪威分会）        | 白金    | 50,000*       |
| 西班牙（西班牙音樂製作協會）          | 白金    | 100,000^      |
| 瑞典（瑞典唱片業協會）                | 2× 白金 | 200,000^      |
| 瑞士（國際唱片業協會瑞士分会）        | 白金    | 50,000^       |
| 英国（英国唱片业协会）                | 白金    | 533,172       |
| 美国（美國唱片業協會）                | 钻石    | 9,487,000     |
| 總計                                  |         |               |
| 亞太地區                              | —       | 500,000       |
| 欧洲（國際唱片業協會）                | 2× 白金 | 2,000,000*    |
| 拉丁美洲                              | —       | 450,000       |
| *僅含認證的實際銷量 ^僅含認證的出貨量 |         |               |

## 備註
1. ↑  截至2012年7月，《悲慘王國》經尼爾森銷量統計系統（英语：Nielsen SoundScan）統計的美國銷量達8,167,000張，當中不包括經貝塔斯曼音樂俱樂部等俱樂部途徑銷售的132萬張銷量[53]。兩者合算後，專輯在美國的銷量超過9,487,000張。

## 資料來源
1. ↑  Bush, John. . AllMusic.   [2013-01-03]. （原始内容存档于2021-03-09）.
2. ↑  Vineyard, Jennifer. . OC Weekly. 1998-02-26  [2018-07-28]. （原始内容存档于2018-07-27）.
3. 1 2 3 4 5 6 7  . NoDoubt.com.   [2008-10-20]. （原始内容存档于2009-02-23）.
4. ↑  Tyrangiel, Josh. . Time. Vol. 155 no. 14 (Chicago). 2000-04-10: Visions 21  [2007-05-03]. ISSN 0040-781X. （原始内容存档于2013-07-18）.
5. 1 2  Bush, John. . AllMusic.   [2018-07-28]. （原始内容存档于2018-01-24）.
6. 1 2  . . 2000-04-09  [2008-10-21]. VH1. （原始内容存档于2008-09-25）.
7. 1 2  Heath, Chris. . Rolling Stone. No. 759 (New York). 1997-05-01. ISSN 0035-791X.
8. ↑  . . March 2000. MuchMusic.
9. ↑  Sandler, Adam. . Variety. 1997-05-28  [2016-12-28]. （原始内容存档于2021-03-09）.
10. ↑  . MTV News. 1996-04-08  [2016-12-28]. （原始内容存档于2009-08-03）.
11. ↑  Rashbaum, Alyssa; Vineyard, Jennifer. . MTV News. 2005-01-12  [2016-12-28]. （原始内容存档于2021-03-08）.
12. ↑  . BBC News. 2005-01-14  [2013-01-03]. （原始内容存档于2021-02-25）.
13. 1 2 3 4  Erlewine, Stephen Thomas. . AllMusic.   [2008-10-27]. （原始内容存档于2018-07-02）.
14. 1 2  Fricke, David. . Rolling Stone. 1996-12-09  [2008-10-27]. （原始内容存档于2008-01-03）.
15. 1 2 3  Christgau, Robert. . The Village Voice (New York). 1996-12-03  [2008-10-27]. （原始内容存档于2021-03-09） –RobertChristgau.com.
16. 1 2  Warrell, Adrienne. . 34th Street Magazine. 2009-04-09  [2009-07-26]. （原始内容存档于2009-04-13）.
17. 1 2 3  Browne, David. . Entertainment Weekly. 1996-08-02  [2016-12-28]. （原始内容存档于2017-01-18）.
18. 1 2  Eddy, Chuck. . The Village Voice 41 (16) (New York). 1996-04-16: 60. ISSN 0042-6180.
19. 1 2  Zelig, Evan. . NoDoubt.com. 1996-10-31  [2009-07-29]. （原始内容存档于2022-08-21） –NoDoubtOnline.com.
20. 1 2 3 4 5 6 7  . AllMusic.   [2016-12-28]. （原始内容存档于2014-09-06）.
21. 1 2 3  . Official Charts Company.   [2016-12-28]. （原始内容存档于2020-04-21）.
22. ↑  Cummings, John. . Popdose.   [2009-08-07]. （原始内容存档于2009-08-30）.
23. ↑  . Billboard. 2008  [2009-08-07]. （原始内容存档于2009-05-29）.
24. ↑  . Ultratop.   [2018-07-28]. （原始内容存档于2014-03-13）.
25. ↑  . charts.nz.   [2018-07-28]. （原始内容存档于2021-02-25）.
26. ↑  . australian-charts.com.   [2009-08-07]. （原始内容存档于2021-02-27）.
27. ↑  Montoya, Paris; Lanham, Tom. "Sunday Morning". 2003. The Singles 1992–2003 liner notes.
28. ↑  . australian-charts.com.   [2009-07-23]. （原始内容存档于2021-02-28）.
29. ↑  . Amazon. United States. 1997-09-23  [2018-08-07]. （原始内容存档于2007-10-24）.
30. ↑  . dutchcharts.nl.   [2009-08-07]. （原始内容存档于2021-03-01）.
31. ↑  Borzillo, Carrie. . Billboard. Vol. 108 no. 6 (New York). 1996-02-10: 89  [2016-12-28]. ISSN 0006-2510 –Google Books.
32. ↑  Smallbridge, Justin. . Marketing. Vol. 102 no. 23 (Toronto). 1997-06-16: 15. ISSN 1196-4650.
33. ↑  McHugh, Catherine. . Theatre Crafts International. Vol. 31 no. 7 (New York). August–September 1997. ISSN 1063-9497.
34. 1 2  Van Meter, Jonathan. . Vogue. Vol. 194 no. 4 (New York). April 2004. ISSN 0042-8000.
35. ↑  Cooper, Tracie. . AllMovie.   [2018-07-28]. （原始内容存档于2021-03-08）.
36. ↑  . AllMusic.   [2012-06-03]. （原始内容存档于2021-03-08）.
37. ↑  . AllMusic.   [2012-06-03]. （原始内容存档于2021-03-08）.
38. ↑  . AllMusic.   [2012-06-03]. （原始内容存档于2021-03-08）.
39. ↑  Larkin, Colin. .  5th concise. Omnibus Press. 2011. ISBN 0857125958.
40. 1 2  Boehm, Mike. . Los Angeles Times. 1995-11-13. ISSN 0458-3035.
41. ↑  Graff, Gary; Durchholz, Daniel (编). . . Farmington Hills, Michigan: Visible Ink Press. 1999. ISBN 1-57859-061-2.
42. ↑  Mapes, Jillian. . Pitchfork. 2020-03-15  [2020-03-15]. （原始内容存档于2021-01-23）.
43. ↑  Moon, Tom. . Brackett, Nathan; Hoard, Christian  (编).  4th. Simon & Schuster. 2004: 589–90. ISBN 0743201698.
44. ↑  Holdship, Bill. . Yahoo! Music. 1995-10-10  [2008-10-27]. （原始内容存档于2008-10-11）.
45. ↑  Strauss, Neil. . The New York Times. 1997-01-08  [2016-12-28]. （原始内容存档于2021-03-08）.
46. ↑  Colin Larkin.  3rd. Virgin Books. 2000: 159. ISBN 0-7535-0493-6.
47. ↑  . Rolling Stone. No. 937 (New York). 2003-11-01: 170. ISSN 0035-791X.
48. 1 2  Bronson, Fred. . 2003-12-05  [2018-07-28]. （原始内容存档于2021-03-08）.
49. ↑  Mayfield, Geoff. . Billboard. Vol. 108 no. 51 (New York). 1996-12-21: 92  [2016-12-28]. ISSN 0006-2510 –Google Books.
50. 1 2  . Billboard.   [2018-07-28]. （原始内容存档于2018-04-27）.
51. 1 2  . Recording Industry Association of America. 1999-02-05  [2011-07-16] （英语）.
52. ↑  Trust, Gary. . Billboard. 2012-07-29  [2012-09-15]. （原始内容存档于2013-01-18）.
53. 1 2  David, Barry. . Music Industry News Network. 2003-02-18  [2018-07-30]. （原始内容存档于2015-03-19）.
54. 1 2  "No Doubt Chart History (Canadian Albums)". Billboard.  Retrieved 2016-12-28.
55. 1 2  . Music Canada. 1997-08-15  [2011-07-30] （英语）.
56. 1 2  "No Doubt – Tragic Kingdom" (in Dutch). Ultratop.be. Hung Medien.  [2011-07-16].
57. ↑  Bell, Carrie. . Billboard. Vol. 109 no. 42 (New York). 1997-10-18: 93  [2016-12-28]. ISSN 0006-2510 –Google Books.
58. ↑   (liner notes). No Doubt. Interscope Records. 1995. INTD-92580.
59. ↑  "No Doubt – Tragic Kingdom". Australiancharts.com. Hung Medien.  [2016-12-28].
60. ↑  "No Doubt - Tragic Kingdom" (in German). Austriancharts.at. Hung Medien.  [2016-12-28].
61. ↑  "No Doubt – Tragic Kingdom" (in French). Ultratop.be. Hung Medien.  [2011-07-16].
62. ↑   (PDF). Music & Media. Vol. 14 no. 27. 1997-07-05: 15  [2018-07-28]. OCLC 29800226 –American Radio History.
63. ↑   (PDF). Music & Media. Vol. 14 no. 9. 1997-03-01: 15  [2018-07-28]. OCLC 29800226 –American Radio History.
64. ↑  "No Doubt – Tragic Kingdom" (in Dutch). Dutchcharts.nl. Hung Medien.  [2016-12-28].
65. 1 2 3  . Billboard. Vol. 109 no. 8. 1997-02-22: 38–39  [2016-12-28]. ISSN 0006-2510 –Google Books.
66. ↑  "No Doubt: Tragic Kingdom" (in Finnish). Musiikkituottajat.  Retrieved 2016-12-28.
67. ↑  "No Doubt – Tragic Kingdom". Lescharts.com. Hung Medien.  [2016-12-28].
68. ↑  "Offiziellecharts.de – No Doubt – Tragic Kingdom" (in German). GfK Entertainment Charts.  [2016-12-28].
69. 1 2   (PDF). Music & Media. Vol. 14 no. 7. 1997-02-15: 18  [2018-07-28]. OCLC 29800226 –American Radio History.
70. ↑  "Archívum – Slágerlisták – MAHASZ – Magyar Hangfelvétel-kiadók Szövetsége". Mahasz.hu. LightMedia.  [2016-12-28].
71. ↑  . DV 87 (26). 1997-01-31: 18  [2018-07-28]. ISSN 1021-8254. （原始内容存档于2018-07-28） –Timarit.is.
72. ↑   [No Doubt album sales ranking]. Oricon.   [2011-07-16]. （原始内容存档于2013-12-08）.
73. ↑  "Charts.nz – No Doubt – Tragic Kingdom". Hung Medien.  Retrieved 2016-12-28.
74. ↑  "No Doubt – Tragic Kingdom". Norwegiancharts.com. Hung Medien.  [2016-12-28].
75. ↑  . Billboard. Vol. 109 no. 7. 1997-02-15: 55  [2016-12-28]. ISSN 0006-2510 –Google Books.
76. ↑  "Official Scottish Albums Chart Top 100". Official Charts Company.  Retrieved 2016-12-22.
77. ↑   (PDF). Music & Media. Vol. 14 no. 11. 1997-03-15: 15  [2018-07-28]. OCLC 29800226 –American Radio History.
78. ↑  "No Doubt – Tragic Kingdom". Swedishcharts.com. Hung Medien.  [2016-12-28].
79. ↑  "No Doubt – Tragic Kingdom". Swisscharts.com. Hung Medien.  [2016-12-28].
80. ↑  "Official Albums Chart Top 100". Official Charts Company.  Retrieved 2018-07-28.
81. ↑  . OfficialCharts.   [2017-01-02]. （原始内容存档于2021-03-08）.
82. ↑  "No Doubt Chart History (Billboard 200)". Billboard.  Retrieved 2016-12-28.
83. ↑  . RPM. Vol. 64 no. 18. 1996-12-16: 29  [2018-07-28]. ISSN 0315-5994. （原始内容存档于2021-02-24） –Library and Archives Canada.
84. ↑  . Billboard.   [2018-07-28]. （原始内容存档于2018-04-27）.
85. ↑  . Australian Recording Industry Association.   [2011-07-16]. （原始内容存档于2011-10-04）.
86. ↑  . austriancharts.at.   [2016-12-28]. （原始内容存档于2021-02-28）.
87. ↑  . Ultratop.   [2011-07-16]. （原始内容存档于2019-10-22）.
88. ↑  . Ultratop.   [2011-07-16]. （原始内容存档于2019-11-06）.
89. ↑  . TOP20.dk.   [2011-07-16]. （原始内容存档于2012-09-28）.
90. ↑  . dutchcharts.nl.   [2014-06-27]. （原始内容存档于2019-09-22）.
91. ↑   (PDF). Music & Media. Vol. 14 no. 52. 1997-12-27: 7  [2018-07-28]. OCLC 29800226. （原始内容 (PDF)存档于2021-11-05） –American Radio History.
92. ↑  . Syndicat National de l'Édition Phonographique.   [2011-07-16]. （原始内容存档于2012-10-11）.
93. ↑  . Offizielle Deutsche Charts.   [2016-09-08]. （原始内容存档于2015-05-09）.
94. ↑  . Recorded Music NZ.   [2016-12-29]. （原始内容存档于2017-05-10）.
95. ↑  . Hitlistan.   [2014-06-27]. （原始内容存档于2015-06-14）.
96. ↑  . swisscharts.com.   [2016-12-28]. （原始内容存档于2016-01-25）.
97. ↑  . Official Charts Company.   [2016-12-28]. （原始内容存档于2021-01-17）.
98. ↑  Mayfield, Geoff. . Billboard. Vol. 111 no. 52. 1999-12-25: YE-20  [2018-07-28]. ISSN 0006-2510. （原始内容存档于2021-03-03） –Google Books.
99. ↑  . Billboard.   [2016-12-28]. （原始内容存档于2016-10-01）.
100. ↑  . Billboard.   [2017-12-01]. （原始内容存档于2018-02-01）.
101. ↑  . Argentine Chamber of Phonograms and Videograms Producers.   [2019-05-30]. （原始内容存档于2011-07-06）.
102. ↑   (PDF). Australian Recording Industry Association.   [2011-07-16] （英语）.
103. ↑  . IFPI Austria. 1997-02-18  [2011-07-16] （德语）.
104. ↑  . Ultratop. Hung Medien. 1997-09-26  [2018-05-29] （荷兰语）.
105. ↑  . Pro-Música Brasil.   [2017-01-22] （葡萄牙语）.
106. 1 2  . Musiikkituottajat – IFPI Finland.   [2011-07-16] （芬兰语）.
107. ↑  . Syndicat National de l'Édition Phonographique. 1997-11-27  [2011-07-16] （法语）.
108. ↑  . Bundesverband Musikindustrie.   [2011-07-16] （德语）.
109. ↑  Pride, Dominic.  (PDF). Music & Media. Vol. 14 no. 11. 1997-03-15: 16  [2018-07-28]. OCLC 29800226 –American Radio History.
110. ↑  . Billboard. Vol. 109 no. 10. 1997-03-08: 73  [2020-03-19]. ISSN 0006-2510 –Google Books.
111. ↑  Pride, Dominic. . Billboard. Vol. 109 no. 52. 1997-12-27: 86  [2020-03-19]. ISSN 0006-2510 –Google Books.
112. ↑  . Recording Industry Association of Japan.   [2018-08-31] （日语）.
113. ↑  . Nederlandse Vereniging van Producenten en Importeurs van beeld- en geluidsdragers.   [2018-09-20] （荷兰语）. 在“Artiest of titel”框输入“Tragic Kingdom”。 在“Alle jaargangen”下拉菜单选择“1997”。
114. ↑  . Radioscope. 2011-07-17  [July 16, 2011]. （原始内容存档于2011-07-24） （英语）.
115. ↑  . IFPI Norway.   [2013-12-11] （挪威语）.
116. ↑  Salaverrie, Fernando.  (PDF) 1st. Madrid: Fundación Autor/SGAE. September 2005: 945  [2017-01-08]. ISBN 84-8048-639-2. （原始内容存档 (PDF)于2016-12-21）.
117. ↑   (PDF). IFPI Sweden. 1997-10-30  [2011-07-16]. （原始内容 (PDF)存档于2011-05-17） （瑞典语）.
118. ↑  . IFPI Switzerland. Hung Medien.   [2011-07-16] （德语）.
119. ↑  . British Phonographic Industry. 1997-11-07  [2011-07-16] （英语）.
120. ↑  Jones, Alan. . Music Week. 2016-03-25  [2018-07-28]. （原始内容存档于2021-03-09）.
121. ↑  . Billboard. Vol. 109 no. 21. 1997-05-24: APQ-4  [2020-03-19]. ISSN 0006-2510 –Google Books.
122. ↑  . International Federation of the Phonographic Industry.   [2011-07-16] （英语）.
123. ↑  . Billboard. Vol. 110 no. 28. 1998-07-11: 83  [2020-03-19]. ISSN 0006-2510 –Google Books.